# Sebastes pachycephalus
Sebastes pachycephalus är en fiskart som beskrevs av Temminck och Schlegel, 1843. Sebastes pachycephalus ingår i släktet Sebastes och familjen kungsfiskar.

## Underarter
Arten delas in i följande underarter:
- S. p. nigricans
- S. p. nudus
- S. p. chalcogrammus
- S. p. pachycephalus